# العلاقات السورية مع الاتحاد الأوروبي
وقعت الجمهورية العربية السورية والاتحاد الأوروبي على اتفاقيتين بين بعضهما البعض. ومع ذلك، وبسبب قمع الحكومة السورية لمعارضتها، يفرض الاتحاد الأوروبي حظراً على سوريا. منذ عام 2011، يدعم الاتحاد الأوروبي المجلس الوطني السوري المعارض ويدعو الحكومة الحالية إلى التنحي. منذ عام 2012، اعترفت بالمعارضة كممثلين شرعيين للشعب السوري.
في أوائل عام 2012، أغلقت العديد من الدول الأعضاء في الاتحاد الأوروبي، بما في ذلك فرنسا والمملكة المتحدة وإيطاليا وهولندا سفاراتها في دمشق. ولكن بعد انتهاء حكم الاسد المخلوع تعد الحكومة الجديدة للاصلاحات الجديدة وكان اولى لقاءت مع المانيا وتركيا حتى تم الاتفاق الكامل مع الاتحاد الاوربي

## الاتفاقيات
في عام 1977 وقع الاتحاد الأوروبي وسوريا اتفاقية تعاون تنظم العلاقات وتشكل أساس العلاقات مع الاتحاد الأوروبي. شهد عامي 2004 و 2008 مزيد من الاتفاقيات الثنائية بين الاتحاد الأوروبي وسوريا. انضمت سوريا أيضًا إلى الاتحاد الأوروبي من أجل المتوسط (وسابقًا عملية برشلونة) وسياسة الجوار الأوروبية - ولكنها لا تستفيد بالكامل في انتظار تطبيق اتفاقية الشراكة بين الاتحاد الأوروبي وسوريا التي تم توقيعها في عام 2009، وتم تعليقها من الاتحاد من أجل المتوسط في عام 2011.

## منذ عام 2011
في أعقاب الانتفاضة السورية في ربيع 2011 وما نتج عنها من تصعيد للعنف وانتهاكات حقوق الإنسان، علق الاتحاد الأوروبي التعاون الثنائي مع الحكومة السورية وجمّد مشروع اتفاقية الشراكة .منذ ذلك الحين، علق الاتحاد الأوروبي مشاركة السلطات السورية في برامجه الإقليمية. علق بنك الاستثمار الأوروبي (EIB) جميع عمليات القروض والمساعدة الفنية.وضع الاتحاد الأوروبي عقوبات مستهدفة ثم وسعها، بما في ذلك حظر الأسلحة وتجميد الأصول وحظر السفر على أعضاء الحكومة وحظر النفط. وبالتالي علقت سوريا عضويتها ومشاركتها في الاتحاد من أجل المتوسط. ظلت بعثة الاتحاد الأوروبي في سوريا مفتوحة حتى ديسمبر 2012. في ديسمبر 2012، وافق الاتحاد الأوروبي على الائتلاف الوطني لقوى الثورة والمعارضة السورية «كممثلين شرعيين» للشعب السوري.
الاتحاد الأوروبي عضو في مجموعة أصدقاء سوريا.

## التجارة
قبل الحرب، كان الاتحاد الأوروبي أكبر شريك تجاري لسوريا بقيمة 3.6 مليار يورو من صادرات سلع الاتحاد الأوروبي إلى سوريا و 3.5 مليار يورو من الصادرات السورية إلى الاتحاد الأوروبي.بلغ إجمالي التجارة 7.18 مليار يورو في عام 2010 والاتحاد الأوروبي هو أكبر شريك تجاري لسوريا بنسبة 22.5 ٪ من تجارتها (سوريا هي 50 للاتحاد الأوروبي). تقلصت التجارة الثنائية منذ الحرب إلى 1.45 مليار يورو في عام 2013، بانخفاض 91٪ من الصادرات من سوريا و 61٪ من الصادرات من الاتحاد الأوروبي مقارنة بعام 2011.

## روابط خارجية
- وفد الاتحاد الأوروبي إلى سوريا
- مذكرة المفوضية الأوروبية بشأن سوريا 2014
- "The EU and the crisis in Syria - European External Action Service - European Commission". EEAS - European External Action Service. مؤرشف من الأصل في 2020-11-02. اطلع عليه بتاريخ 2019-02-18.